# Phare de Goat Island
Le phare de Goat Island (en anglais : Goat Island Light) est un phare actif situé sur Goat Island, au large de Cape Porpoise, Maine (en) et près de Kennebunkport dans le Comté de York (État du Maine).
Il est inscrit au Registre national des lieux historiques depuis le 23 mars 1988.

## Histoire
La côte sud du Maine, à l'est de la Kennebunk River (en), est parsemée d'un groupe de petites îles et de récifs situées près de Cape Porpoise. Goat Island est une île sans arbres, d'une superficie d'environ 3,1 hectares. Le phare est situé sur la côte sud de l'île. La maison du gardien se trouve à peu de distance au nord. Un hangar à bateaux et un quai se trouvent à l'extrémité ouest de l'île, avec une petite cabane à carburant en brique entre celui-ci et la tour.
Le phare de Goat Island a été créé en 1835 pour protéger l'entrée du port de Cape Porpoise. La première tour construite avait 6,1 m de hauteur. La station d'origine a été modernisée en 1859 pour devenir la tour à briques actuelle dotée d'une lentille de Fresnel de cinquième ordre. Les quartiers du gardien ont été ajoutés sur l'île en 1860. Le phare a été automatisé par la garde côtière américaine en 1990 et est actuellement en activité. Les maisons et la tour des gardiens sont louées au Kennebunkport Conservation Trust. Le feu de Goat Island peut être vu depuis le rivage dans le port de Cape Porpoise. L'île est actuellement fermée au public, sauf arrangement spécial.

## Description
Le phare  est une tour cylindrique en rique, avec une galerie et une lanterne de 7,5 m de haut. La tour est peinte en blanc et la lanterne est noire. Il émet, à une hauteur focale de 11 m, un éclat blanc de 3 secondes par période de 6 secondes. Sa portée est de 12 milles nautiques (environ 22 km).
Il est aussi équipé d'une corne de brume radiocommandée émettant un blast par période de 15 secondes.

## Caractéristiques dufeu maritime
Fréquence : 6 secondes (W)
- Lumière : 0.6 seconde
- Obscurité : 5.4 secondes

Identifiant : ARLHS : USA-325 ; USCG : 1-0105 - Amirauté : J0218 .

### Lien connexe
- Liste des phares du Maine